# TRAM-Lappen
TRAM-Lappen (TRAM = transverse rectus abdominis myocutaneous, aus der englischsprachigen Terminologie übernommen) auch als Querer Unterbauchlappen bekannt, ist ein Muskellappen, der in der Plastischen Chirurgie zur Rekonstruktion der Brust verwendet wird. Dabei wird körpereigenes (autologes) Gewebe zur Formung der Brust entnommen. Anschließend ist meistens auch eine Rekonstruktion der Brustwarze nötig. Der TRAM-Lappen wurde das erste Mal im Jahre 1979 von Holmstrom beschrieben.

## Vorgehen
Hierbei wird Unterbauchfettgewebe zusammen mit dem geraden Bauchmuskel (Musculus rectus abdominis) gehoben und als gestielter Lappen zur Brustregion verlagert, die Gefäßversorgung wird hierbei nicht unterbrochen. Alternativ kann der Lappen auch als freier Lappen benutzt werden. Hierbei werden die inferioren epigastrischen Gefäße unterbrochen und es erfolgt die mikrochirurgische Revaskularisation an der Brust. Der freie Lappen wird auch als Muskelsparender Freier Tram-Lappen bezeichnet, da bei dieser Methode nur der Muskelanteil vom Musculus rectus abdominis entnommen wird, wo die epigastrischen Gefäße eintreten.
Die Gefäßversorgung wird über die im Musculus rectus abdominis verlaufende Arteria epigastrica superior und A. epigastrica inferior gewährleistet. Für die Gewebetransplantation spielt die A. epigastrica inferior die entscheidende Rolle, da sie einen größeren Durchmesser aufweist und einen längeren Gefäßstiel zeigt.
Die Operation eines gestielten TRAM-Lappens dauert circa 4–5 Stunden, ein freier Transfer dauert in aller Regel länger.